# Dave Barrett
David Barrett (Vancouver, Colúmbia Britânica, 2 de outubro de 1930 - 2 de fevereiro de 2018), mais conhecido como Dave Barrett, foi um político do Novo Partido Democrático (NDP, na sigla em inglês) da Colúmbia Britânica, no Canadá. Ele foi o 26º primeiro-ministro da Colúmbia Britânica de 1972 a 1975, e foi o único premiê judeu da história daquela província.